# Xã Dumarce, Quận Marshall, South Dakota
Xã Dumarce (tiếng Anh: Dumarce Township) là một xã thuộc quận Marshall, tiểu bang Nam Dakota, Hoa Kỳ. Năm 2010, dân số của xã này là 44 người.